# Феррарис, Пьетро
Пье́тро Ферра́рис (итал. Pietro Ferraris; 15 февраля 1912, Верчелли — 11 октября 1991), часто его называли Феррарис II, для того, чтобы не путать с игроками-однофамильцами — итальянский футболист, играл на позиции нападающего. Чемпион мира 1938 года.

## Карьера
Пьетро Феррарис начал карьеру в клубе «Про Верчелли», в котором он дебютировал 10 ноября 1929 года в матче с «Триестиной», в котором клуб Феррариса был «бит» на домашней арене со счётом 1:3. Через 3 сезона Феррарис перешёл в клуб «Наполи», за который выступал на протяжении 4-х сезонов, проведя 83 матча и забив 13 голов. В 1936 году он перешёл в «Амброзиану», в котором дебютировал 21 июня 1936 года в гостевом матче с «Жиденице» на Кубок Митропы, в котором «Интер» победил 3:2. С «Интером» Ферарис выиграл два «скудетто» в 1938 и 1940 годах.
Летом 1941 года Феррарис перешёл в клуб «Торино», с которым выиграл 4 титула чемпиона Италии и кубок Италии, в 1948 году Феррарис перешёл в клуб «Новара», что спасло ему жизнь: 4 мая 1949 года вся команда «Торино» разбилась в авиакатастрофе. За «Новару» Феррарис выступал до 1950 года, в котором принял решение завершить спортивную карьеру.
В сборной Италии Феррарис дебютировал 17 февраля 1935 года в матче с Францией, который завершился победой итальянцев 2:1. В 1938 году Феррарис поехал в составе сборной на чемпионат мира, где провёл лишь первую игру с норвежцами, в которой забил первый гол в матче уже на 2-й минуте встречи, а итальянцы на том турнире стали лучшей командой мира. Феррарис провёл за сборную 14 игр и забил 3 гола, последний матч он сыграл 11 мая 1947 года против команды Венгрии.

## Достижения
- Чемпион Италии: 1938, 1940, 1943, 1946, 1947, 1948
- Чемпион мира: 1938
- Обладатель кубка Италии: 1939, 1943